# السالوادور در المپیک تابستانی ۲۰۲۴
کاروان المپیکی السالوادور، یکی از کاروان‌های شرکت‌کننده در بازی‌های المپیک تابستانی ۲۰۲۴ بود. این دوره از بازی‌ها از ۲۶ ژوئیه تا ۱۱ اوت ۲۰۲۴ (۵ تا ۲۱ امرداد ۱۴۰۳ خورشیدی) به میزبانی پاریس، پایتخت فرانسه برگزار شد. این کاروان نخستین تجربه خود را در المپیک ۱۹۶۸ مکزیکوسیتی تجربه کرد. آن‌ها پس از این دوره، در دو دوره ۱۹۷۶ و ۱۹۸۰ (تحریم المپیک ۱۹۸۰ به رهبری ایالات متحده در پی یورش شوروی به افغانستان) غایب بودند.
در پایان این دوره، السالوادور بدون کسب هیچ مدالی بازی‌ها را به پایان رساند.

## شرکت‌کنندگان
فهرست زیر به هشت ورزشکار این کاروان اشاره دارد.
| ورزش              | مردان | زنان | مجموع |
| ----------------- | ----- | ---- | ----- |
| تیراندازی با کمان | ۱     | ۰    | ۱     |
| بدمینتون          | ۱     | ۰    | ۱     |
| جودو              | ۱     | ۰    | ۱     |
| قایقرانی بادبانی  | ۱     | ۰    | ۱     |
| تیراندازی         | ۱     | ۰    | ۱     |
| موج‌سواری          | ۱     | ۰    | ۱     |
| شنا               | ۱     | ۱    | ۲     |
| مجموع             | ۷     | ۱    | ۸     |